# Carrière militaire d'Hugo Chávez

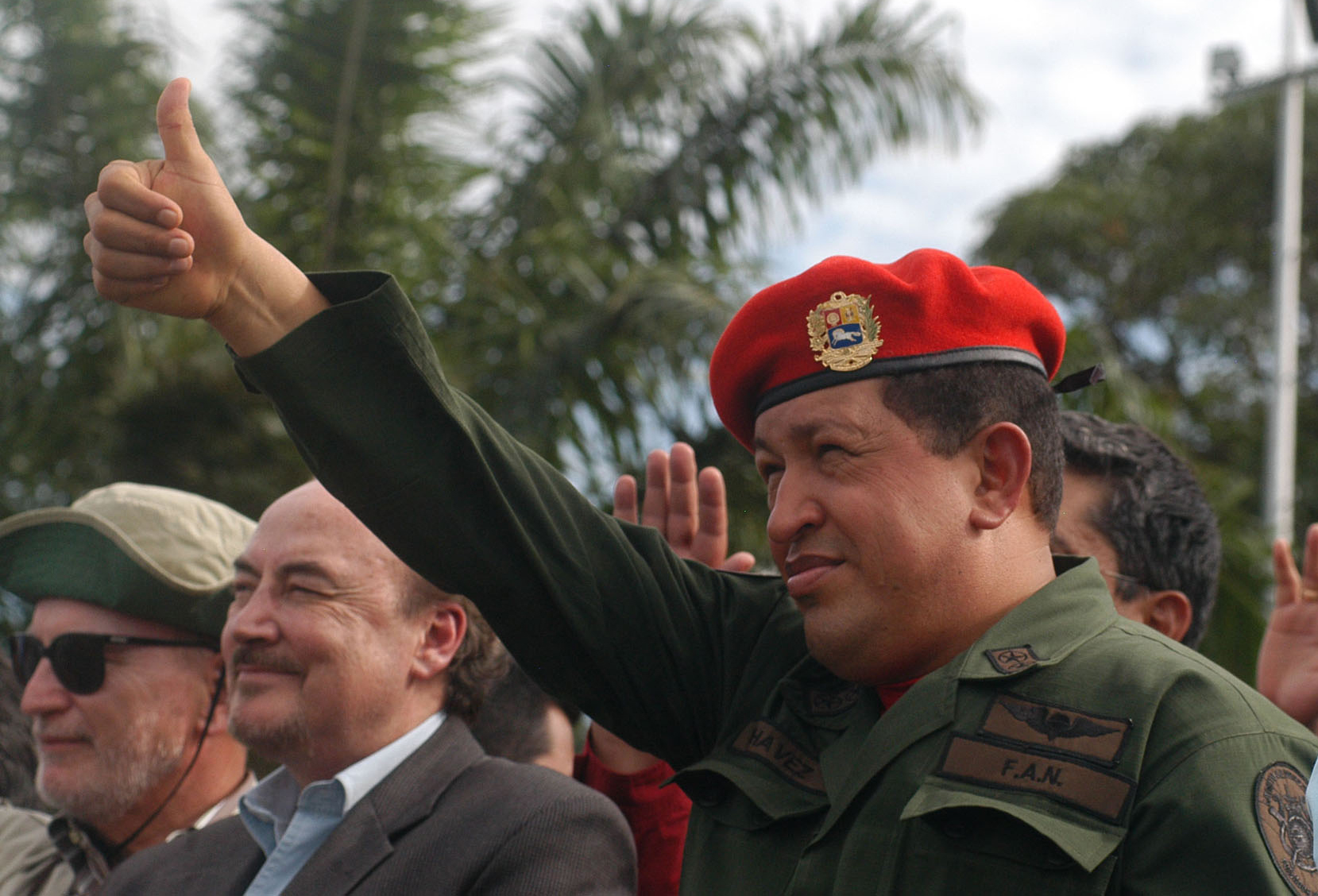
Hugo Chávez avec les garants de « l'opération Emmanuel »

La carrière militaire d'Hugo Chávez s'étend sur les dix-sept années (1975–1992) que le futur président du Venezuela passa au sein de l'armée de son pays. Leader de ce qu'il appelle lui-même la « révolution bolivarienne », Chávez est connu pour sa gouvernance sociale-démocrate, sa promotion du panaméricanisme, et sa critique radicale du néolibéralisme, de la mondialisation et de la politique étrangère des États-Unis.
Né le 28 juillet 1954 à Sabaneta (État de Barinas), Chávez rejoint l'armée après avoir été diplômé de l'Académie vénézuélienne des sciences militaires (en). Il occupera par la suite de nombreux postes, commandements et positions. Dans le même temps, il prend une part de plus en plus active dans l'engagement politique de gauche, jusqu'à être impliqué dans des conspirations politiques et électorales. Chávez mène un coup d'État militaire en 1992 visant à renverser ce qu'il considère comme une oligarchie corrompue. Malgré son échec, qui met fin à sa carrière militaire, ce coup d’État porte Chávez sur la scène nationale et met en place les éléments qui mèneront à sa future ascension politique.

## Débuts militaires (1975–1982)
À la fin de ses études en 1975, Chávez entre dans le service actif. Pour son premier poste, il est nommé chef de peloton de communication attaché à une force anti-émeutes, au bataillon d'infanterie de montagne Manuel Cedeño, basé à Barinas et Cumaná. En 1976, il reçoit pour mission de maîtriser une guérilla menée par un mouvement d'extrême gauche, la Bandera Roja (bannière rouge),. Malgré cela, Chávez n'assiste que très peu à de vraies scènes de combats, les insurgés étant peu présents dans la région de Cumaná. En 1977, Chávez est nommé officier de communication au sein du centre tactique d'opération de San Mateo; c'est là que Chávez acquiert une expérience de première main en matière de tactique de lutte anti-insurgés. Chávez  dira plus tard que durant ces années, il avait ressenti une certaine sympathie envers cette guérilla sur le déclin, et envers les groupes mêmes qu'il était censé contrer. De plus, il affirme un dédain grandissant contre ce qu'il considère comme une hiérarchie militaire totalement corrompue. Il perçoit cette situation comme une conséquence directe de la corruption des milieux politiques.
À 23 ans, Chávez se marie avec Nancy Colmenares. Nancy Colmenares, tout comme Chávez, est originaire du Barinas, et est très attachée à sa culture des plaines vénézuéliennes. Par la suite, Chávez commence à mener une « double vie » : alors qu'il feint une obéissance disciplinée, il mystifie sa hiérarchie en se déclarant neutre politiquement, tout en tissant de façon secrète des relations avec des socialistes, des communistes, et d'autres éléments de gauche.
De 1978 à 1979, Chávez est commandant et chef d'escadron du bataillon de chars AMX-30 les Bravos de Apure basé à Maracay. Chávez enchaîne les promotions, jusqu'à être nommé commandant de compagnie et chef du département d'éducation physique de l'Académie militaire du Venezuela, fonctions qu'il occupe de 1980 à 1981. Il dirige ensuite le département culturel de l'Académie en 1982. Chávez est aussi un commandant fondateur de la compagnie José Antonio Páez à l'Académie de 1983 à 1984. À cette époque, il est félicité pour ses lectures à l'école militaire de Caracas. Dans ses débats, il discourt pendant des heures dans un style qui captive son auditoire. Son intérêt pour la politique ne fait que croître tout au long de sa carrière militaire.
Chávez est décoré à de multiples occasions. Il reçoit l'étoile de Carabobo (Estrella de Carabobo) et la croix des forces terrestres (Cruz de las Fuerzas Terrestres). En outre, il est membre de l'ordre militaire de Francisco de Miranda, de celui de Rafael Urdaneta, ainsi que de l'ordre militaire Libertador V Clase. Il continue en outre à jouer au baseball et au softball. Il participe au championnat national de baseball à Barinas en 1976. Il participe aussi aux tournois militaires de baseball, dont, parmi les plus importants, ceux organisés à Cumaná en 1977 et en République dominicaine en 1980. En dehors de ses écrits, Chávez réalise des sculptures, comme Sombra de Guerra en el Golfo (« Ombres de guerre dans le golfe ») en 1980.

## Prémices du coup d’État militaire (1982-1989)
La première incursion de Chávez à la tête d'un mouvement politique date de 1977. Cette année-la, il crée l'Ejercito de Liberacion del Pueblo de Venezuela (ELPV — « armée de libération du peuple du Venezuela »). Plus tard il dira que le but de l'ELPV's était de « nous préparer au cas où quelque chose se produirait » et que c'était « un élément important pour le futur ». En 1978, revêtu de son uniforme militaire, Chávez rencontre le candidat à la présidentielle José Vicente Rangel (qui deviendra le vice-président de Chávez), et l'aide à régler des problèmes matériels importants lors des élections à Maracay. En faisant cela, Chávez prend un risque important — si ses supérieurs avaient eu vent d'une activité politique tellement marquée à gauche, il risquait l'expulsion de l'armée. En effet, selon la loi militaire de l'époque, les officiers et tout le personnel militaire n'avaient pas le droit de prendre part à une affaire politique quelle qu'elle soit. De plus, s'engager dans une activité à ce point illicite et cela en uniforme était passible de peines encore plus lourdes.
Ce n'est qu'en 1982-1983 que Chávez envisage sérieusement de renverser les leaders civils vénézuéliens. Le 17 décembre 1982, Chávez et ses coconspirateurs se réunissent sous un grand arbre à Samán de Güere. Là, ils assistent à la répétition solennelle d'une version révisée du serment que Simón Bolívar a prononcé sur le Monte Sacro en Italie :
« Juro por el Dios de mis padres, juro por mi patria, juro por mi honor que no daré tranquilidad a mi alma ni descanso a mi brazo hasta no ver rotas las cadenas que oprimen a mi pueblo por voluntad de los poderosos. Elección popular, tierras y hombres libres, horror a la oligarquía ».
« Je jure devant le Dieu de mes pères, je jure devant ma nation, je jure sur mon honneur que mon âme ne recevra aucune tranquillité ni mon bras de repos jusqu'à voir pourrir les chaînes qui oppriment mon peuple par la volonté des puissants. Élection populaire, terres et hommes libres, horreur de l'oligarchie ».

## Réaction auCaracazo(1989)
Durant la jeunesse de Chávez, le Venezuela a connu une période de stabilité économique et politique inhabituelle dans l'Amérique du Sud de l'époque. Cette stabilité reposait partiellement sur les rentrées d'argent dues aux exportations de pétrole. De fait les Vénézuéliens ont renommé leur propre pays Venezuela Saudíta en référence à l'Arabie saoudite qui s'est massivement modernisée grâce à l'économie du pétrole. Quoi qu'il en soit, lorsque l'Arabie saoudite elle-même, ainsi que d'autres producteurs partenaires des États-Unis, ont augmenté leur production de manière significative pour terrasser l'économie de l'Union soviétique fortement dépendante du pétrole, une crise globale se produisit. Les prix du brut s'écroulèrent à des niveaux jamais atteints, et les rentrées d'argent vénézuéliennes ainsi que la stabilité économique et sociale du pays furent mises en péril. Par exemple, lors des années 1980, le PIB chuta de 20 %, et en 1989 le taux de croissance avait été ramené au tiers de ses niveaux précédents,. Au même moment le pays dut faire face à une balance des paiements problématique.
En réaction, dès 1989 l'administration de Carlos Andrés Pérez engage un ambitieux programme d'ajustement structurel inspiré par le néolibéralisme prôné par le FMI. Toutefois, ces réformes sont très mal perçues par les classes populaires vénézuéliennes. De telles mesures impliquent le retrait de l'État en matière de développement et d'industrialisation, une libéralisation des marchés, des privatisations d'entreprises d'État, des coupes dans les programmes sociaux, le déblocage des prix de produits de première nécessité, ainsi que l'ouverture des échanges monétaires à l'intérieur et vers l'extérieur du pays,. Les appuis internationaux de ce programme, tel l'économiste de l’université Harvard Jeffrey Sachs, ainsi que de petits groupes d'investisseurs locaux tel le Grupo Roraima, espèrent ainsi réinstaller une stabilité fiscale dans l'économie vénézuélienne en crise. Ces mesures ont des effets sociaux-économiques immédiats. Par exemple, en 1991 et 1992, l'augmentation du PIB du Venezuela atteint respectivement 10,3 % et 7 %. De tels résultats sont la conséquence directe des efforts de Pérez pour augmenter les investissements dans l'industrie du pétrole.
Cependant, d'autres indicateurs virent au rouge. Une baisse brutale des indices de qualité de vie des vénézuéliens montre l'importance de la crise sociale qui touche le pays. La population est alors confrontée à de nombreuses privations. La faim, la prostitution, le meurtre, ainsi que d'autres signes de crise sociale majeure, progressent rapidement alors même que la dette nationale et la mollesse des investissements étrangers assomment l'économie vénézuélienne. De plus, les réformes néo-libérales échouent à réduire l'extrême pauvreté des années 1990, la pauvreté augmente à un taux à deux chiffres et le taux d'inflation atteint des records,,.
Les émeutes du Caracazo le 27 février 1989 sont la conséquence directe du mécontentement général face à l'état socio-économique du pays. Ce sont les émeutes les plus destructrices et meurtrières de l'histoire du pays. Officiellement, 372 personnes y trouvent la mort, bien que certaines voix critiques affirment que le nombre total de morts dépasserait largement les deux mille. Des civils en colère incendient alors des quartiers entiers. L'armée met des jours à rétablir l'ordre. À ce moment-là, Chávez, souffrant, n'a pas à affronter les émeutes qui ont lieu dans les quartiers les plus pauvres,. Toutefois, il se souviendra avoir compris, en observant l'escalade des événements, qu'il avait manqué là son « instant stratégique » pour lancer son coup d'État. Incapable à ce moment de tirer profit de la rébellion populaire, Chávez décide alors de redéfinir sa critique de ce qu'il considère comme un système indéniablement corrompu et traditionaliste, le puntofijismo formé par l'alliance des trois partis au pouvoir : Acción Democrática, COPEI et Unión Republicana Democrática. C'est à cette occasion que la rhétorique politique de Chávez prend vraiment corps : après les émeutes du Caracazo, Chávez qualifiera toujours de « sauvage » le néolibéralisme mis en œuvre par Pérez. Il considère que de telles réformes économiques groupées, notamment les dix points du programme dénommé consensus de Washington, développé par l'ancien conseiller du FMI John Williamson, sont une ingérence du gouvernement des États-Unis et de ses alliés imposée aux populations latino-américaines réticentes. En réponse, Chávez intensifie sa préparation pour un coup d’État civil et militaire inspiré du bolivarisme.

## Derniers préparatifs du coup d’État militaire (1989-1992)
Quelques semaines après le Caracazo, Chávez retourne travailler à Miraflores. Là, il se souvient que les gardes du palais présidentiel l'ont arrêté et interrogé. Selon les rapports, il lui auraient dit : « Major, est-ce vrai ce que l'on dit à propos du Mouvement Bolivarien ? On voudrait en savoir plus; on n'est pas préparé pour tuer encore plus de gens ». Chávez voit cela comme un signe que son plan pour renverser le gouvernement est lancé. De fait, fin 1989, des civils rejoignent pour la première fois les rangs de l'EBR-200. L'EBR-200 est alors renommé Movimiento Bolivariano Revolucionario-200 (MBR-200 le « Mouvement pour la Révolution Bolivarienne-200 »). Le remplacement du mot « Armée » (Ejercito) par « Mouvement » (Movimiento) devait symboliser ce changement. Toutefois, le 6 décembre 1989, Chávez ainsi que d'autres officiers supérieurs sont promptement arrêtés. Ils sont présentés devant le commandement militaire, soupçonnés de fomenter un coup d'État que le gouvernement croit programmé pour le jour de Noël. On les soupçonne également de planifier l'assassinat d'officiels haut placés dans le gouvernement, notamment le Président Pérez. Les officiers finissent cependant par être relâchés faute de preuves. De plus, le gouvernement est réticent à l'idée de poursuivre des officiers reconnus au sein de l'armée comme les meilleurs dans leurs spécialités respectives. Toutefois, ils sont tous — Chávez compris — mutés à des postes éloignés du gouvernement fédéral de Caracas. Chávez est envoyé en 1990 à Maturín, où il est chargé des relations avec les civils de la Brigade Cazadores, la brigade des chasseurs. Par la suite, Chávez est autorisé à s'inscrire à l'Universidad Simón Bolívar (« l’université Simón-Bolívar ») de Caracas, où il suivra des cours jusqu'en août 1991. Là, il valide certains travaux de science politique, mais il quitte l'université avant d'obtenir un diplôme.
Par la suite, Chávez reprend du service au sein de l'armée où un poste dans les bureaux de Cumaná l'attend. Chávez se rappelle avoir été offensé par ce qu'il considérait comme un travail ennuyeux et inintéressant. Par la suite, de 1991 jusqu'au 4 février 1992, Chávez retrouve son propre commandement, le bataillon de parachutistes du colonel Antonio Nicholas Briceño stationné à Macaray. De telles troupes seront essentielles pour faciliter la montée politique de Chávez ainsi que sa tentative de coup d'État. Chávez remplace à ce poste le précédent commandant de bataillon admis à la retraite. En poste à Maracay, c'est-à-dire à proximité relative des infrastructures énergétiques nationales de Caracas, les intentions de coup d'État de Chávez ne sont plus freinées par son isolement géographique. Par la suite, des rapports font état d'un dossier détaillant les activités subversives de Chávez. Produit juste avant la mutation de Chávez à Macaray, ce document sera toutefois ignoré par les services de renseignements militaires. De plus, le sergent qui avait compilé les informations de ce dossier sera soumis à un examen psychiatrique.
En 1991, Chávez ainsi que d'autres leaders du MBR-200 développe un plan de coup d'État, sous le nom de code plan Zamora, d'après le nom d'un des proches de Chávez, Ezequiel Zamora. Toutefois, bien qu'ils aient minutieusement planifié le coup d'État en lui-même, rien n'est vraiment prévu concernant l'action d'un éventuel gouvernement rebelle après le coup d'État. La structure de leur futur gouvernement restera vague jusqu'à fin 1991, date à laquelle Chávez et d'autres décideront de déterminer une trame légale initiale pour le travail de leur gouvernement. De plus, les associés de Chávez proposeront plusieurs dates. En effet de nombreux jeunes capitaines menacent de lancer leur propre coup d'État, indépendamment des plans mis en œuvre par leurs aînés. Ils menacent d'engager de telles actions si Chávez n'avance pas la date de l'attaque. Toutefois, Chávez refuse d'agir lors d'une de ces initiatives en décembre 1991. Il déclare alors que rien ne doit être tenté sans son consentement. C'est pourquoi les capitaines attendront son feu vert. Une caractéristique du coup d'État reste cependant claire : Chávez impose le caractère purement militaire de l'action à venir. Le leader d'extrême gauche de la guérilla des années 1960 et 1970 Douglas Bravo rencontre régulièrement Chávez. Ces rencontres ont lieu durant l'année avant le coup d'État, sans en informer les autres officiers du MBR-200. Bravo a raconté que Chávez ne faisait pas suffisamment confiance aux civils pour leur laisser prendre part au coup d'État. Il a affirmé aussi que c'était la raison qui avait poussé Chávez à transformer ce qui était au préalable considéré comme une action civile et militaire en une rébellion uniquement militaire. Bravo et ses amis civils d'extrême gauche seront de ce fait exclus de toute considération logistique, des préparations et des plans développés quelques jours avant le coup d'État.
Avant la fin du mois de janvier 1992, Chávez comprend que les opportunités risquent d'être réduites à néant. Il reçoit en effet la notification de son transfert, prévu pour le 14 février, vers un petit village à la frontière avec la Colombie en guerre. Chávez comprend alors qu'il n'aura plus la possibilité de participer à la tentative de coup d'État du MBR-200 à partir d'un endroit aussi reculé, car il éloigné de toutes les grandes villes et même des centres énergétiques de la côte nord vénézuélienne. Inquiet de cet état de fait, Chávez et d'autres membres du mouvement organisent une ultime réunion où il est décidé d'agir avant le transfert de Chávez. Pour cela, ils accélèrent les préparatifs et attendent que le président Pérez, alors en voyage en Suisse à l'occasion du forum économique mondial de 1992, rentre au Venezuela.
Pendant ce temps, les forces rebelles du MBR-200 se rassemblent. Finalement, cinq lieutenants colonels, 14 majors, 54 capitaines, 67 lieutenants, 65 sous-officiers, 101 sergents et 2 056 hommes de troupe sont impliqués dans la conspiration. Au total, Chávez et les autres commandants rebelles disposent de 2 367 militaires provenant de 10 bataillons distincts sur lesquels s'appuyer. Ils fixent la date finale du coup d'État au 4 février 1992.